# Tettenhausen
Tettenhausen ist ein Gemeindeteil des Marktes Waging am See im oberbayrischen Landkreis Traunstein.

## Geographie
In der Öffentlichkeitsarbeit bezeichnet sich Tettenhausen als Zweiseendorf im Rupertiwinkel, da sie direkt an der Verbindungsstelle zwischen dem Waginger See und dem Tachinger See liegt. Überregionale Berühmtheit erlangte Tettenhausen als Filmkulisse der Vorabendserie Dahoam is dahoam, wo sie immer im Vorspann erscheint. Tettenhausen ist der einzige Ortsteil von Waging am See, der direkt am See liegt. Es gibt in Tettenhausen zwei Campingplätze und ein großes Strandbad.

## Geschichte
Die erste urkundliche Erwähnung des Ortes findet sich in der Notitia Arnonis aus dem Jahr 790. Tettenhausen gehörte bis 1803 zum Fürstbistum Salzburg und dessen Gericht Tetelheim (Tettelham) und kam dann mit dem Rupertiwinkel an Bayern. Mit dem bayerischen Gemeindeedikt von 1818 wurde dann die Landgemeinde Tettenhausen gegründet. 1964 hatte die Gemeinde ein Gebiet von 643,51 Hektar, ihre 17 Orte waren:
- Tettenhausen
- Bicheln
- Blindenau
- Bucheck
- Eichau
- Falkenbuch
- Hahnbaum
- Harmannschlag
- Hirschbuch
- Hochreit
- Jakobspoint
- Jettenleiten
- Moos
- Nothbicheln
- Schnöbling
- Schönthal
- Unterschönthal

Die katholische Kirche St. Florian wurde über Resten des Vorgängerbaus nach dem Brand von 1840 in den Jahren 1842/43 und 1853/55 wieder errichtet bzw. umgebaut.
Die politische Gemeinde Tettenhausen wurde am 1. Januar 1972 nach Waging am See eingemeindet.

## Baudenkmäler und Bodendenkmäler
- Liste der Baudenkmäler in Tettenhausen
- Liste der Bodendenkmäler in Waging am See